# Hunyadi Mátyás (költő)
Hunyadi Mátyás (Nagyvárad, 1958. február 16. – Nagyvárad, 2002) romániai magyar költő.

## Életpályája
A nagyváradi Alexandru Moghioroș Líceumban érettségizett (1977), az ugyanitt működő Crișana Nyomdaipari Vállalat nyomdásza. Első írását az Ifjúmunkás közölte (1975), a Fáklya munkatársa. Versei jelentek meg az Igazság Fellegvár című mellékletében s az Igaz Szó, Utunk, Korunk hasábjain, szerepel a fiatal írók Kimaradt szó (1979) és Ötödik évszak (1980) című antológiáiban. Rébuszszerű verseiről írja Ágoston Vilmos: „...a hitkereső topogásokon szerencsére képes túlnőni és eljut oda, ahol a szerkesztés egybefoglalhatja a hitet, szépségeszményt és disszonanciát.” A fölöttébb ígéretes költői életív ellenére, Hunyadi Mátyás költő önkezűleg vetett véget életének.